# Vĩnh Lộc (huyện)
Vĩnh Lộc là một huyện cũ nằm ở phía bắc tỉnh Thanh Hóa, Việt Nam.

## Địa lý
Huyện Vĩnh Lộc nằm ở phía bắc tỉnh Thanh Hóa, có vị trí địa lý:
- Phía bắc giáp huyện Thạch Thành
- Phía nam giáp huyện Yên Định
- Phía tây giáp huyện Cẩm Thủy
- Phía đông giáp huyện Hà Trung.

Huyện Vĩnh Lộc có diện tích tự nhiên 157,70 km², dân số năm 2022 là 100.033 người, mật độ dân số đạt 634 người/km². Dân số năm 2019 là 86.362 người, mật độ dân số đạt 548 người/km².
Vĩnh Lộc nằm trong vùng đồng bằng sông Mã, cách thành phố Thanh Hóa 45 km về phía tây bắc theo quốc lộ 45, cách thị xã Bỉm Sơn 40 km về phía tây theo quốc lộ 217.

## Lịch sử
Thời Trần - Hồ - Lê sơ, huyện Vĩnh Lộc ngày nay có tên là huyện Vĩnh Ninh.
Thời Lê Trung Hưng, do tránh húy vua Lê Trang Tông nên gọi là huyện Vĩnh Phúc.
Từ thời Tây Sơn, do tránh tên húy của cha vua Quang Trung (là Hồ Phi Phúc) mà gọi là huyện Vĩnh Lộc như hiện nay.
Vĩnh Lộc thời nhà Trần là thái ấp của Lê Tần, một danh tướng trong cuộc kháng chiến chống quân Nguyên Mông lần thứ nhất; quê hương của Trần Khát Chân, danh tướng cuối đời nhà Trần; của các chúa Trịnh, thái tể Hoàng Đình Ái, trạng nguyên Trịnh Tuệ, Trịnh Khả, Trịnh Duy Sản... là những danh tướng thời nhà Hậu Lê và của Tống Duy Tân, danh sĩ chống thực dân Pháp.
Ngày 11 tháng 9 năm 1964, sáp nhập xã Cẩm Minh thuộc huyện Cẩm Thủy vào huyện Vĩnh Lộc và chia thành 2 xã: Vĩnh Quang và Vĩnh Yên.
Năm 1977, huyện được hợp nhất với huyện Thạch Thành thành huyện Vĩnh Thạch. Nhưng đến năm 1982 lại được tách ra thành 2 huyện như cũ.
Ngày 28 tháng 1 năm 1992, thành lập thị trấn Vĩnh Lộc (thị trấn huyện lỵ huyện Vĩnh Lộc) trên cơ sở một phần diện tích và dân số của các xã Vĩnh Thành, Vĩnh Phúc và Vĩnh Tiến.
Ngày 16 tháng 10 năm 2019, Ủy ban Thường vụ Quốc hội ban hành Nghị quyết số 786/NQ-UBTVQH14 về việc sắp xếp các đơn vị hành chính cấp xã thuộc tỉnh Thanh Hóa (nghị quyết có hiệu lực từ ngày 1 tháng 12 năm 2019). Theo đó:
- Sáp nhập hai xã Vĩnh Ninh và Vĩnh Khang thành xã Ninh Khang
- Sáp nhập hai xã Vĩnh Minh và xã Vĩnh Tân thành xã Minh Tân
- Sáp nhập xã Vĩnh Thành vào thị trấn Vĩnh Lộc.

Huyện Vĩnh Lộc có 1 thị trấn và 12 xã như hiện nay.

## Hành chính
Huyện Vĩnh Lộc có 13 đơn vị hành chính cấp xã trực thuộc, bao gồm thị trấn Vĩnh Lộc (huyện lỵ) và 12 xã: Minh Tân, Ninh Khang, Vĩnh An, Vĩnh Hòa, Vĩnh Hùng, Vĩnh Hưng, Vĩnh Long, Vĩnh Phúc, Vĩnh Quang, Vĩnh Thịnh, Vĩnh Tiến, Vĩnh Yên.
| Tên           | Diện tích (km²) | Dân số (người) |
| ------------- | --------------- | -------------- |
| Thị trấn (01) |                 |                |
| Vĩnh Lộc      | 5,41            | 10.235         |
| Xã (12)       |                 |                |
| Minh Tân      | 13,56           | 9.783          |
| Ninh Khang    | 11,07           | 10.325         |
| Vĩnh An       | 9,19            | 4.178          |
| Vĩnh Hòa      | 14,99           | 7.560          |
| Vĩnh Hùng     | 19,81           | 8.285          |

| Tên        | Diện tích (km²) | Dân số (người) |
| ---------- | --------------- | -------------- |
| Vĩnh Hưng  | 15,73           | 6.274          |
| Vĩnh Long  | 14,88           | 10.160         |
| Vĩnh Phúc  | 9,74            | 6.265          |
| Vĩnh Quang | 7,16            | 5.117          |
| Vĩnh Thịnh | 22,84           | 9.575          |
| Vĩnh Tiến  | 4,96            | 5.479          |
| Vĩnh Yên   | 8,36            | 6.797          |

## Văn hóa – du lịch

### Đặc sản
Một số đặc sản ẩm thực tại huyện Vĩnh Lộc là chè lam, kẹo lạc, bánh răng bừa, bánh mật...

### Thắng cảnh

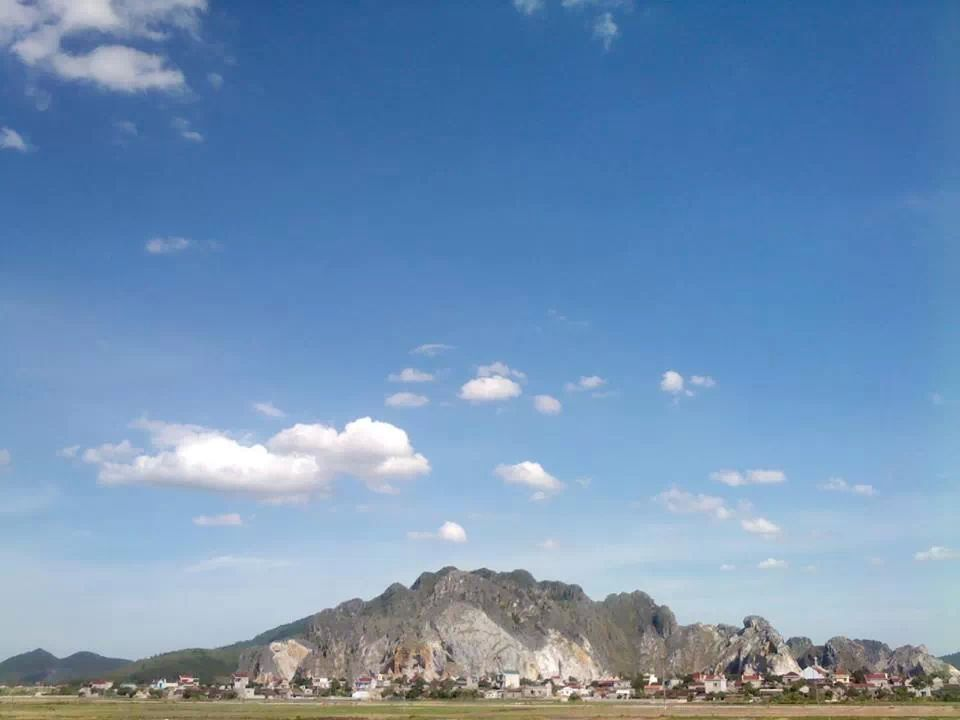
Núi đá vôi ở xã Minh Tân, huyện Vĩnh Lộc

- Thành nhà Hồ, di sản văn hóa thế giới
- Động Vĩnh An
- Chùa Giáng (Tường Vân Tự) tại thị trấn Vĩnh Lộc
- Núi Đốn Sơn
- Chùa Linh Giang tại xã Vĩnh Tiến
- Động núi Vịnh tại xã Vĩnh Quang
- Động chùa Thông tại xã Ninh Khang
- Đền thờ Trần Khát Chân tại núi Đốn và thôn Phố Mới
- Chùa Bền (Phúc Long Tự) tại xã Minh Tân
- Chùa Linh Ứng tại xã Vĩnh An
- Chùa Báo Ân, Phủ Trịnh, Nghè Vẹt tại xã Vĩnh Hùng
- Mộ bà Nguyễn Ngọc Bảo tại làng Đa Bút, xã Minh Tân.

## Giao thông
Có hai tuyến quốc lộ chính là:
Quốc lộ 45, từ cầu Kiểu - Ninh Khang đi qua thị trấn Vĩnh Lộc - Vĩnh Tiến - Vĩnh Long - đi huyện Thạch Thành, dài 12,5 km.
Quốc lộ 217, Từ Quốc lộ 1 qua Hà Trung, qua các xã Vĩnh Thịnh - Minh Tân - Vĩnh Hùng - Vĩnh Hoà - Thị trấn Vĩnh Lộc - Vĩnh Tiến - Vĩnh Long - Vĩnh Quang - qua Eo Lê sang huyện Cẩm Thủy đoạn chạy qua huyện dài 25 km và một số đường tỉnh lộ.
Đây là địa phương có tuyến Đường cao tốc Mai Sơn – Quốc lộ 45 đi qua đang được xây dựng.